# Brachydoxa syntrocha
Brachydoxa syntrocha is een vlinder uit de familie Dryadaulidae. De wetenschappelijke naam van de soort is voor het eerst voorgesteld door Edward Meyrick in een publicatie uit 1917.
De soort komt voor in Noordoost-India.